# Чит-код
Чит-ко́д або просто чит (англ. cheat code — код для обманювання) — це нетипова комбінація даних, введених до відеогри для зміни певних її параметрів. Зазвичай надає можливості, недоступні за виконання задокументованих розробниками правил. Чит-код може бути як закладений розробниками, так і впроваджений сторонніми особами. Для протидії використанню чит-кодів використовуються спеціальні програми-античити.

## Характеристики
Під чит-кодом можуть розумітися правило гри, код, метод або пристрій, які використовується геймерами для отримання прогресу в грі чи отримання спеціальних можливостей і переваг в обхід загальноприйнятих правил. Спочатку чит-коди використовувалися як інструменти для розробки та тестування різних модулів ігор і залишалися прихованими від гравців. Знайти їх можна було частіше випадково або шляхом дослідження файлів гри. Деякі чит-коди створюються хакерами, котрі виявляють програмні помилки та використовують їх, щоб змінити результати в грі на свою користь.
Зазвичай чит-коди використовуються для пропуску ігрових рівнів, зміни вигляду та можливостей персонажів, доступу до прихованих деталей гри.

## Історія

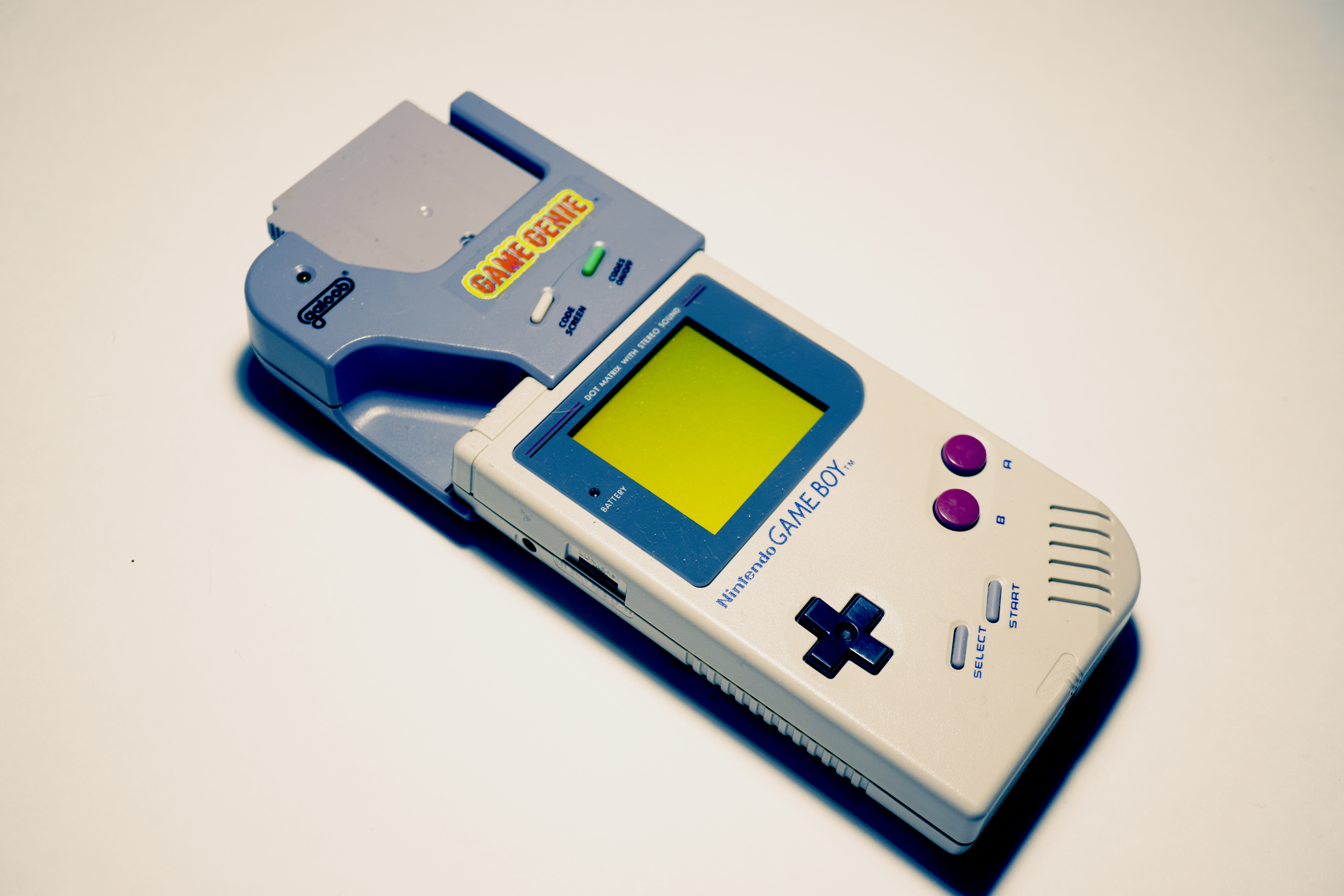
Gameboy з чит-картриджем GameGenie

Шахраство у відеоіграх існувало майже всю їхню історію. Перші чит-коди були інтегровані в ігри для їхнього тестування без потреби щоразу проходити послідовно всі рівні. Тестери ігрового процесу повинні були ретельно перевірити механіку гри і використовували чит-коди, щоб полегшити цей процес. Наприклад, чит-код можна знайти в Manic Miner (1983), де набравши «6031769» (на основі водійських прав розробника Меттью Сміта), можна перейти на обраний рівень. В деяких іграх, наприклад, у Mega Man II (1988), коди замінювали систему збережень прогресу. При вимкненні гри її дані стиралися з пристрою, але кожен рівень мав код, що дозволяв його ввести потім і продовжити гру з того ж рівня.
Одним з найраніших відомих прикладів чит-кодів є Код Konami, створений в 1986 році розробником Konami Казухісою Хашімото, коли він працював над портуванням аркадної гри Gradius 1985 року випуску на систему Nintendo Entertainment. Хашімото вирішив, що аркадна версія Gradius надто складна, тому тестувати гру незручно. Отож, він додав код з комбінації натискань кнопок геймпада, що давав одразу 30 життів замість 3-х.
У 1980-ті вже з'явилися і чит-коди для ПК, створені хакерами, так звані POKE-коди для 8-ибітних процесорів. Для цього шляхом зворотного інженирингу аналізувався вміст пам'яті і коли певні значення змінювалися після дій гравця, це дозволяло здогадатися яке значення за який параметр відповідає і відповідно змінити його перед завантаженням гри. Так, код 47196,201 у грі Knight Lore (1982) для ZX Spectrum давав цілковиту невразливість. Проте результат таких змін не завжди був очікуваним, адже орієнтуючись лише на числові значення, можна було дати перевагу як своєму персонажу, так і ворогам.
Незабаром після появи домашніх консолей почали з'являтися чит-картриджі та програми для ПК, призначені редагувати ігрові дані. Перші випадки продажів спеціальних програм відомі ще з 1981 року. До прикладу, для гри Wizardry (1981) існували програми WizPlus та WizFix за ціною $25, які дозволяли звільняти своїх персонажів із в'язниці. А The Great Escape Utility, випущена в 1983 році, вже дозволяла миттєво отримати в грі будь-який предмет у будь-якій кількості. Ці продукти надходили від сторонніх компаній і продавалися без явного дозволу розробника. Найпопулярнішим прикладом апаратних чит-кодів є картриджі «Game Genie», які стали надходити в продаж у 1990 році для різних консолей: SNES, Game Boy, Sega Genesis і Game Gear. Для популярних ігор випускалися окремі чит-картриджі, які, поєднуючись із картриджем гри, підмінювали заздалегідь відомі значення в пам'яті та надавали цим суттєві переваги в ігровому процесі. Вводячи різні коди, гравці отримували перехід на потрібний рівень, рідкісні предмети, корисні статуси, невразливість і таке інше. Такі ж пристрої, як «Game Shark», давали змогу гравцям шукати потрібні значення самим за їхнім збільшенням/зменшенням і точно змінювати та перезаписувати їх.
Оскільки існування чит-кодів стало загальновідомим, деякі розробники зрозуміли, що геймери насолоджувалися можливістю шахрайства. Таким чином, ігри почали поставлятися з навмисно доданими та легко доступними чит-кодами. Деякі були жартівливими, наприклад, у NBA Jam (1993) код робив голови баскетболістів карикатурно великими. В інших випадках такі ігри, як Mortal Kombat (1992), використовували чит-коди, щоб обійти цензуру, дозволяючи гравцям бачити кров, стандартно приховану. Пізніше такі ігри, як GTA та Goldeneye (1997), були наповнені десятками читів, призначених надавати непереможність, секретні бонусні рівні та негайний доступ до потужних інструментів і транспортних засобів. Так, набравши «ROCKETMAN» у ПК-версії GTA: San Andreas (2004), гравці отримують змогу літати в повітрі з реактивним ранцем. «KANGAROO» дозволяє стрибати втричі вище, ніж зазвичай, а «AEZAKMI» зупиняє переслідування поліцією за порушення.
Чит-картриджі та друковані довідники зі списками чит-кодів допомагали формувати індустрію читів і визначили шахрайство як частину ігрової культури. Пізніше чит-коди набули популярності в пресі про відеоігри та навіть окремому американському телевізійному шоу «Cheat !» (2002). Завдяки публікації чит-кодів кількість підписників журналу «Nintendo Power» менше, ніж за пів року перевищила 1,5 млн від першого випуску в 1988 році. Ігровий журнал «Amiga Power» засудив шахраїв, взявши на себе позицію, що обман не був частиною їхньої філософії чесної гри. Вони також застосовували цей принцип у зворотному напрямку — ігри самі не повинні дозволяти обманювати гравця. Тому посібники, покрокові керівництва та поради часто використовуються для того щоб завершити гру найшвидше чи з якнайкращим результатом, вдаючись лише до чесних засобів.
Використання чит-кодів виправдовується тим, що багато людей не мають часу для завершення відеогри, тож чити необхідні, щоб зробити гру більш доступною і привабливою для пересічного гравця. З масовою комерціалізацією відеоігор чит-коди почасти замінилися мікротранзакціями — придбанням внутрішньоігрових предметів за реальні гроші. Системи внутрішньоігрових досягнень, запроваджені спершу на Xbox 360 і Playstation 3, запропонували використовувати віртуальні нагороди як підтвердження майстерності гравців у чесній грі, оскільки їхнє отримання вимагає знання секретів і вправності. Багато гравців, які використовують покупки в грі, вважають, що шахрайство не тільки неправильне, але й незаконне, оскільки дозволяє отримувати доступ до контенту, який інакше потрібно оплати. Однак, шахрайство в таких іграх є юридичною сірою областю, оскільки не існує законів щодо зміни програмного забезпечення, яке вже є власністю особи, як детально описано в Законі про захист авторських прав у цифрову епоху.
В онлайн-іграх наслідки застосування чит-кодів відносно незначні — наприклад, заборона на участь у ігровій спільноті або помічення шахрая для інших гравців. Але в червні 2014 року кілька геймерів в Японії були притягнуті до суду за використання (і потенційне поширення) читів для шутера від першої особи Sudden Attack. Коли Counter-Strike: Global Offensive піднялася в ігрових чартах у 2012 році, її видавець Valve використала онлайн-систему під назвою VACnet, що працює на 1700 процесорах, щоб відслідковувати шахраїв за їхніми надто частими успіхами. У серпні 2019 року видавець Fortnite, Epic, забанив понад 1200 облікових записів за шахрайство під час першого тижня свого чемпіонату світу, доступного лише онлайн.

## Різновиди

### Секретні коди
Такі чит-коди зазвичай приховані. Але можуть активуватись шляхом введення секретних паролів або натискання кнопок контролера в певній послідовності. Менш поширені способи активації включають введення певних імен, утримання клавіш або кнопок під час вмирання, збирання елементів в певному порядку та інше виконання неінтуїтивних дій. Деякі ігри також можуть надавати консоль налагодження, яка може використовуватися для редагування параметрів гри. Ефекти можуть включати розблокування характеру або поліпшення характеристик персонажу: наприклад, забезпечення автомобіля більшим прискоренням, введення режиму 'бога' або режиму 'польоту крізь стіни', необмежених грошей або боєприпасів, або просто візуальних багів без практичного призначення, наприклад, «Tutu Qwark» у «Ratchet & Clank: Up Your Arsenal».
На відміну від інших методів обману, чит-коди реалізуються самими розробниками ігор, часто як інструмент для відтворення певних аспектів гри без труднощів. 

### Боти
У онлайн-грі існують методи, що називаються ботами (роботами), які є програмами, що імітують поведінку людини для виконання дій (повторюваних чи ні), які дозволяють досягти переваг.

### Модифікація даних гри
Ці способи обману часто менш надійні, ніж чит-коди, що входять до гри його творцями. Це пов'язано з тим, що певні стилі програмування або особливості внутрішньої логіки гри, різні версії випуску гри, або навіть використання однієї гри в різний час або на різних апаратних засобах, можуть призвести до різного використання пам'яті або зупинити гру взагалі. Зміна даних гри зазвичай становить порушення ліцензійної угоди на програмне забезпечення, яка забороняє взагалі змінювати програму.

#### Редагування пам'яті

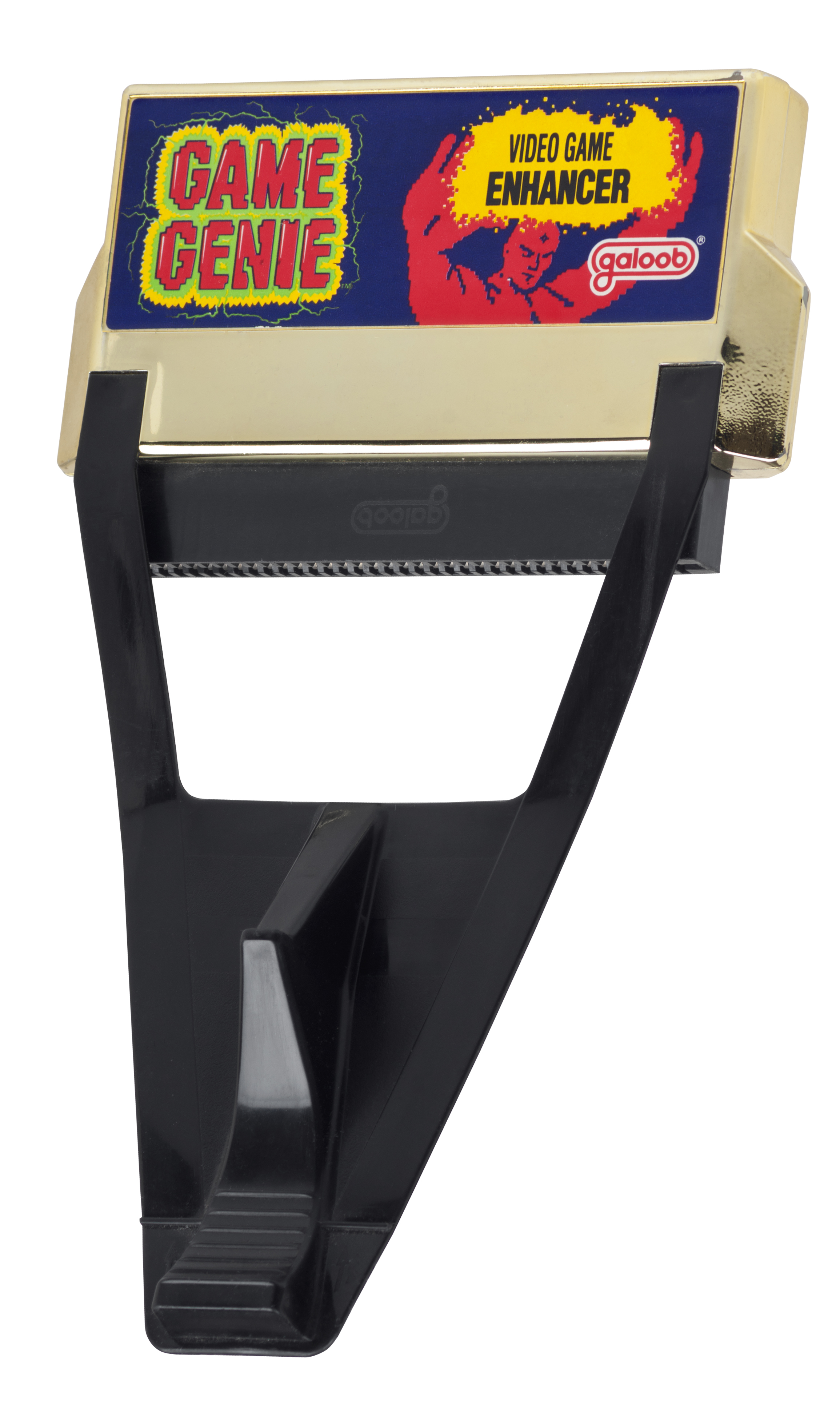
Пристрій Game Genie для NES дозволяє редагувати вміст пам'яті картриджів

Обман через редагування пам'яті включає в себе зміну значень пам'яті, де гра зберігає свою інформацію про стан. Спосіб досягнення цього змінюватиметься в залежності від середовища, в якому гра працює.

##### Устаткування для редагування пам'яті
Чит-картридж додається до інтерфейсного порту на домашньому комп'ютері або консолі. Це дозволяє користувачеві змінювати код гри до або під час його виконання. Раннім прикладом є Multiface для ZX Spectrum, і практично в кожному форматі з тих пір, як для нього створений чит-картридж; такі, як діапазон пристроїв Action Replay від Datel. Іншим популярним прикладом цього є гра Genie для Genesis, NES, Super NES, Game Boy і ігрові приставки гри Gear. Сучасні дискові апарати включають в себе GameShark і Code Breaker, які змінюють код гри з великої бази даних читів. На консолях пізнього покоління, чит-картриджі стали замінені на чит-диски, що містять просту програму завантаження, яка завантажує ігровий диск і модифікує головний виконуваний файл перед запуском.
Законність цього типу пристроїв була піддана сумніву, піднявши окремий випадок на ім'я Льюїс Галоуб Тойс, Інк. Проти Nintendo of America, Inc., в якому Nintendo невдало подала до суду Льюїса Галуба Іграшки про те, що його обманний пристрій, Game Genie, створили похідні твори ігор і таким чином порушили авторське право.

##### Програмне забезпечення для редагування пам'яті
Здебільшого для цього використовують програмне забезпечення для редагування пам'яті, що дозволяє гравцеві безпосередньо редагувати числові значення в певній адресі пам'яті. Цей вид програмного забезпечення зазвичай включає в себе функцію, яка дозволяє гравцеві виконувати пошук пам'яті, щоб допомогти користувачеві знайти місця пам'яті, де знаходяться відомі значення (наприклад, кількість життів, оцінка або рівень здоров'я). Надана адреса пам'яті, редактор пам'яті також може «заморозити» його, перешкоджаючи грі змінювати інформацію, що зберігається на цій пам'яті.
Тренери гри — це спеціальний тип редактора пам'яті, в якому програма поставляється з попередньо визначеними функціями, щоб змінити час роботи пам'яті конкретної комп'ютерної гри. Коли розповсюджуються, тренери часто мають один + і номер додаються до їх назви, що представляє кількість змін, які тренер має.
У 1980-х і 1990-х рр. Тренери, як правило, були інтегровані безпосередньо в реальну гру через розтріскування груп. Коли гра була вперше запущена, тренер, як правило, показував свій власний екран, іноді дозволяючи змінити параметри, пов'язані з тренером, а потім перейти до фактичної гри. У списках випусків випуску зловмисниках та вступних промовах, треновані ігри були позначені одним або кількома знаками плюс за ними, по одному для кожного варіанту в тренері, наприклад: "Mega Krew представляє: Ms.
Багато емуляторів мають вбудовані функціональні можливості, які дозволяють гравцям змінювати дані під час гри, іноді навіть емуляції апаратів для обману, таких як Game Genie. Деякі емулятори використовують цей метод на крок далі і дозволяють гравцеві експортувати та імпортувати дані. Шаблони редагування багатьох ігор для консолі збираються і перерозподіляються як чит-паки.
Емулятори також часто надають додаткову перевагу тим, що вони можуть зберегти стан всієї емуляційної машини в будь-якій точці, ефективно дозволяючи зберігати в будь-якій точці гри навіть, коли функція збереження не забезпечується самою грою. Обманюючи апаратне забезпечення, таке як «Instant Replay» також дозволяє таку поведінку для деяких консолей.

##### Збережені редактори гри
Редагування збереженої гри пропонує непрямий спосіб зміни даних гри. Змінюючи файл у постійному сховищі, можна ефективно змінювати дані гри, які будуть відновлені, коли гра намагається завантажити гру збереження.
Шістнадцяткові редактори були найосновнішим засобом редагування збережених файлів гри (наприклад, щоб дати гравцеві велику суму грошей у стратегічних іграх, таких як Dune II). Однак, як це сталося з ігровими редакторами, незабаром стали доступні спеціальні утиліти для редагування ігор, включаючи функції для легкого редагування збережених даних для конкретних ігор, що здебільшого застаріло для цього.
Якщо збережена гра зберігається в декількох файлах, то можна також просто обманювати, змішуючи ці файли. Наприклад, якщо один файл відображає елементи в скрині зі скарбами, а інший — інвентар гравця, то гравець може зберегти гру до і після того, як він зібрав предмет з грудей, і продовжувати грати за допомогою файлу скрині зі скарбами перед елементом було отримано, а файл інвентаризації згодом.

##### Підробка мережевого трафіку
Подібний метод обману в онлайн-іграх передбачає редагування пакетів для зміни вихідного мережевого трафіку, що впливає на стан гри. Хоча це було більш поширеним у минулому, сучасні ігри розробляються з надійністю проти мережевих і пакетних модифікацій, а умови обслуговування для більшості ігор явно забороняють цю форму шахрайства.

## Незвичайні ефекти
Чит-коди можуть іноді викликати незвичайні або цікаві ефекти, які не обов'язково зроблять гру простішою. Наприклад, один обман у парку юрського періоду: операція Genesis змушує динозаврів з'являтися «нежиттю». Інший приклад відбувається в грі Dungeon Siege, де активація обману для розширення діапазону лука також дозволяє ворогам стріляти на одній і тій же відстані, усуваючи тим самим перевагу, яку б дав чит. Чит може навіть зробити гру складніше грати; наприклад, можна було б дати противнику спеціальні здібності, збільшити загальну складність, змусити нейтральних спостерігачів атакувати гравця або надати гравцеві недолік, наприклад, низькі точки здоров'я. Коди в іграх Grand Theft Auto можуть зробити NPCs початком бунту або володіти зброєю. У Grand Theft Auto III, гравець може активувати чит для того, щоб увімкнути викидання кінцівок NPC, особливості, що спочатку включені в гру. Нещодавно, однак, Rockstar Games не включив у свої ігри такі насильницькі чи незвичайні чит-коди, замість цього вирішивши зосередитися на читах, таких як ікру, ігрові ефекти (наприклад, непереможність) і зброю.
Деякі ігри гумористично карають гравця за використання чит-кодів іншої гри. Наприклад, використовуючи чит-коди від Doom in Descent, на екрані відображаються лише саркастичні повідомлення від програмістів; використовуючи коди з Descent в його продовженні Descent II знижує щити і енергію гравця на 1 %. Коди з Doom, що використовуються в Heretic, дають протилежний бажаному ефекту, наприклад миттєву смерть замість невразливості або зняття зброї замість надання їм. Оригінальний «божий режим» коду Doom «IDDQD» не працює в Doom 3, але виробляє консольне повідомлення: «Ваша пам'ять добре служить вам».
Інші коди роблять суто косметичні зміни — наприклад, до того, що носить характер гравця — але не покращують хід гри. Більшість ігор Grand Theft Auto мають код для зміни характеру гравця на NPC. Інші своєрідні чити можуть викликати «режим великої голови» (GoldenEye 007 [19]), замінити зброю іншими об'єктами або змінити кольори символів.
Пасхальні яйця є спорідненою особливістю. Хоча такий прихований вміст не впливає на геймплей, ці «яйця» можна знайти в багатьох іграх і можуть натякнути на майбутні ігри в серії або дати більше інформації по темі. Деякі пасхальні яйця можна знайти тільки за допомогою команд обману, таких як режим noclip.

## Заходи протидії шахрайству
У іграх, які мають досяжні досягнення або високі рекорди, або обидва, чити за своєю природою дозволяють гравцеві досягати досягнень занадто легко, або кількість балів не є досяжною або надзвичайно важко досягти за допомогою законних засобів гравця, що не обманює. У деяких іграх, режим коментарів розробника може мати той же ефект, оскільки ці ігри, з метою зробити всі коментарі-сценарії доступними для гравця, роблять гравця невразливим для пошкодження в режимі коментарів.

#### Бар'єри для завершення гри
- Версія Doom для Sega 32X не дозволяє гравцеві завершити гру, якщо використовувалися чит-коди; замість цього, після того, як гравець-шахрай пройде передостанній рівень гри, гра імітує вихід програми до DOS і відображає макетний командний рядок («C:>»).
- Деякі комп'ютерні ігри та більшість ігор Xbox не записують досягнень гравця, якщо вони досягнуті, коли активовано режим читу. Наприклад, Half-Life 2: Episode 2 перетворює цей бар'єр на постійне перешкоду, якщо гравець зберігає гру з активованими читами: гра запише цей факт у файлі збереження і автоматично викликає наступні перезавантаження з відповідного файлу збереження, щоб повторно активувати чит-режим.
- У програмі Ricochet Infinity, якщо гравець взагалі обдурить, їх оцінка буде встановлена на нуль, у вікні повідомлення з'явиться повідомлення «You are Cheating», і прогрес гравця після обману не буде записаний.
- У деяких іграх для Nintendo DS і Nintendo 3DS, таких як Pokemon Black and White або Tomodachi Life, застосовуються контрзаходи для того, щоб зупинити гравців, які використовують зміну системного годинника, відомого як «Час подорожі». У Tomodachi Life, наприклад, магазини не будуть оновлювати або показувати будь-які сезонні ексклюзивні предмети, поки системний годинник не перестане переходити на наступний день.
- У Batman: The Movie на Amiga, якщо гравець використовував чит, кінцева послідовність з'являється з ніг на голову.
- У Men in Black — Серія: Crashdown, використання читів (приховані в деяких ігрових рівнях) вимикає функцію збереження гри та прогресування рівня. Натомість з'явиться повідомлення «Рівень завершено чит-кодами», і гра буде перенесена в головне меню.
- Франчайзинг Assassin's Creed (зокрема, Assassin's Creed: Revelations) дозволяє використовувати коди після завершення гри, але відключає прогрес гравця для будь-яких незавершених під-квестів, коли активні коди.
- У Grand Theft Auto, Grand Theft Auto 2 та Grand Theft Auto III, активізація «Ні поліцейських» кодів буде заважати місійним заходам, які потребують взаємодії з поліцією. У GTA, так як немає способу скинути місію або зберегти гру, гра затягнеться, коли гравця просять отримати поліцейську машину. Те ж саме стосується GTA 2; хоча гравець може зберегти гру, це можна зробити, не будучи на місії. Таким чином, повернення до старого збереження необхідно для прогресу в грі. GTA вимагає рівня повторного вступу, втрачаючи весь прогрес на цьому рівні. Крім того, використання читів в GTA не дозволить гравцеві досягти 100 % завершення і зустрінеться з попереджувальним повідомленням, перш ніж намагатися зберегти гру.

### Штрафні санкції за ефективність гравця
- Введення «ILM» коду Wolfenstein 3-D дає гравцеві максимально можливе життя, зброю і боєприпаси, але в процесі скидає рахунок гравця до нуля.
- Якщо гравець в Unreal використовує команду «Admin Set», їм необхідно перезапустити Unreal, щоб ввести будь-який онлайн-сервер.
- У Commodore 64 версії SimCity, натискання клавіші F1 додасть $ 10,000 до вільних коштів гравця. Через четвертий раз відбувся землетрус і пожежі, і вони повторювалися кожен четвертий раз. Однак, якщо гравець активізував чит перед початком будівництва свого міста, тільки лісові пожежі повинні були б бути погашені, а не бульдозіровані і відновлені пошкоджені райони міста.
- У SRB2, Sonic the Hedgehog fangame, закінчуючи гру після використання читів, примушує гру поводитися так, наче гравець втратив, і вимикає використання розблокованих елементів.
- У більшості сучасних ігор, як Saints Row: The Third, використання читів або відключає автоматичне збереження або збереження в цілому, або відключає трофеї або досягнення.

### Відмова від відповідальності про досягнення гравця
- Якщо гравець Portal має активовані чити, коли камера завершена в режимі виклику, гра покаже «CHEATED!» на екрані зведеного показника для цього рівня.
- Tyrian відображає повідомлення «Cheaters always prosper» в нижній частині екрана оцінки.
- Якщо гравець обманює за допомогою обманного пристрою в грі Persona 3, то персонажі гри засуджують гравця за обман.
- MechWarrior 3 робить свої режими обману доступними як стандартні варіанти гри (на відміну, наприклад, вимагаючи введення «секретного» коду), але мітки цих ігрових опцій «нечесні», посилання на кодекс честі, який поділяє суперник гри клани.
- У Grand Theft Auto: Vice City, вводячи чит-код для виникнення транспортних засобів, зменшить кримінальний рейтинг гравця. Якщо це падає нижче нуля, відображаються повідомлення, пов'язані з читом. Інші коди можуть зробити гру надзвичайно складною. Гра сповістить гравця про спробу зберегти за допомогою читів, що змінюють геймплей, оскільки деякі коди будуть збережені в грі, якщо гравець зберігає.
- У Grand Theft Auto: The Balade Of Gay Tony, вводячи чит-код під час гри місії, не дозволить гравцеві переглядати його статистику і завантажувати їх до Rockstar Games Social Club.
- Sanctum відображає повідомлення після кожної хвилі, якщо використовується будь-яка міра обману, і вимикає показники і досягнення, поки гра не перезапуститься.
- Metal Fatigue відображає повідомлення «(ім'я гравця) обманює як слизька пацюк!» при використанні чит-кодів (як в одиночному, так і в багатокористувацькому режимі).

## Чити в онлайн-іграх
Обман наявний в багатьох багатокористувацьких відеоіграх. Хоча завжди були чит-коди та інші способи зробити ігри з одним гравцем простішими, розробники часто намагаються запобігти цьому в багатокористувацьких іграх. З виходом перших популярних багатокористувацьких ігор в Інтернеті, обман взяв на себе нові розміри. Раніше було досить легко побачити, чи інші гравці обманювали, оскільки більшість ігор грали на локальних мережах або консолях. Інтернет змінив це, збільшивши популярність багатокористувацьких ігор, надавши гравцям відносну анонімність і давши людям можливість спілкуватися з шахрайством.
Приклади читів в іграх шутера від першої особи включають в себе aimbot, який допомагає гравцеві в націлюванні на ціль, надаючи користувачеві несправедливу перевагу, wallhack, який дозволяє гравцеві бачити через тверді або непрозорі об'єкти або маніпулювати або видаляти текстури, і ESP, з яким відображається інформація інших гравців. Існують також чити, які збільшують розмір хітбокса ворогів, який дозволяє стріляти поруч з ворогом, що зазвичай призводить до промаху, але гра виявиться хітом.
У рольових іграх миготіння, практика передачі цінних предметів, які зазвичай не доступні на рівні персонажа гравця, може вважатися обманом.
У онлайн-торгових карткових іграх створення декількох облікових записів за допомогою пристрою, що робить джейлбрейк, для отримання більшої винагороди, може розглядатися як обман, оскільки це несправедливо для гравців, які мають лише один обліковий запис.
У онлайнових багатокористувацьких іграх гравці можуть використовувати макросписки, які автоматизують дії гравця, щоб автоматично знаходити елементи або перемагати ворогів за перевагу гравця. Поширеність багатокористувацьких онлайн-ігор (MMORPG), таких як World of Warcraft, Anarchy Online, EverQuest, Guild Wars і RuneScape призвела до торгівлі грою в реальній валюті. Це може призвести до віртуальної економіки. Піднесення віртуальних економік призвело до шахрайства, коли геймер використовує макроси для отримання великої кількості грошей у грі, які гравець буде торгувати за реальні гроші. Умови надання послуг більшості сучасних онлайн-ігор тепер спеціально забороняють передачу рахунків або продаж ігрових предметів для грошей «реального світу». Залежно від компанії, що керує грою, це може бути або не бути сприйняте серйозно. Багато онлайн-ігри тонко дозволяють торгівлю грошовою одиницею в реальному житті за рахунок ресурсів, необхідних для пошуку компанії та лову покупців золота, а також доходів, втрачених при купівлі золота.
Обман в онлайн-іграх поширений на загальнодоступних ігрових серверах. Деякі онлайн-ігри, такі як Battlefield 1942, включають специфічні функції для протидії шахрайським експлуатаціям, включаючи такі інструменти, як PunkBuster, nProtect GameGuard або Valve Anti-Cheat. Тим не менш, як і антивірусні компанії, деякі анти-чит-інструменти постійно і послідовно обходилися, поки додаткові оновлення не змусять творців обдурити знайти нові методи, щоб обійти захист.
У іграх розрахованих на одного гравця є кілька плагінів, доступних розробникам для використання для зупинки шахраїв. Обфускатор кодує код, тому його не читають декомпілятори, перейменовують події / властивості / методи і навіть додають підроблений код. Невідомий буде шифрувати змінні в пам'яті і маскувати рядки. Анти-чит інструменти мають цілий ряд інструментів, таких як: виявлення швидкісних хаків, шифрування плеєрів, виявлення читів часу, виявлення стінок і багато іншого. Вони також можуть використовуватися в більшості багатокористувацьких ігор.

## Відомі чит-коди

Код Konami

IDDQD — чит-код у Doom (1993), який надає повне здоров'я персонажу та робить його невразливим. Очі персонажа при цьому починають світитися жовтим. Цей код, або код з аналогічним ефектом, закладався в багатьох наступних іграх і отримав назву «режим бога». Присутній, наприклад у Quake (1996), а аналогічні коди є в Duke Nukem 3D (1996), Unreal Tournament (1999) і Deus Ex (2000).
Код Konami — первісно код у іграх від Konami, що задається комбінацією натискань кнопок на геймпаді чи панелі ігрового автомата: ↑↑↓↓←→←→BA. Вперше з'явився в Gradius (1986). Найвідоміший за грою Contra (1987), де надає 30 життів.
«Кривавий код» Mortal Kombat — на консольних версіях Mortal Kombat (1992) зображення крові було приховано, але введений з геймпада код A, B, A, C, A, B, B повертає кривавість, присутню в аркадних версіях.